# Fukai kawa
Fukai kawa è un film del 1995 diretto da Kei Kumai.

## Trama
Tre pellegrini giapponesi arrivano in India, in cerca di fede.